# Viviano Codazzi

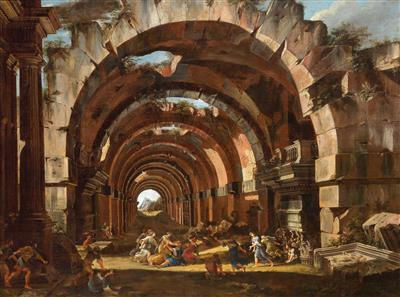

Viviano Codazzi (asi 1604 oblast Bergama – 5. listopadu 1670 Řím) byl italský barokní malíř architektonických ruin a vedut.
Narodil se v oblasti Bergama. Přibližně v letech 1634–1647 působil v Neapoli, kde se mj. podílel na výzdobě kláštera Certosa di San Martino. Následně se přestěhoval do Říma, kde spolupracoval s malířskou skupinou Bamboccianti.
Figurální stafáž svých obrazů svěřoval jiným malířům.